# 슈테판 페트레스쿠
슈테판 페트레스쿠(루마니아어: Ștefan Petrescu, 1931년 7월 1일~1993년)는 루마니아의 사격 선수이다. 1956년 하계 올림픽 25m 속사권총에서 금메달을 획득했으며, 1958년 세계 선수권 대회에서 3위를 했다.

## 경력
름니쿠서라트에서 태어난 페트레스쿠는 18세때인 1949년에 메탈룰 름니쿠서라트에 입단하여 사격을 시작했으며, 두미트루 피네타에게 훈련을 받았다. 1953년에 루마니아 내의 속사권총 대회에서 우승하면서 본격적으로 속사권총 선수 생활을 시작했다.
1956년 12월에 오스트레일리아 멜버른에서 열린 1956년 하계 올림픽에 참가하였고 25m 속사권총에서 587점을 기록하여 소련의 예브게니 체르카소프와 대표팀 동료인 게오르게 리키아르도폴을 꺾고 금메달을 획득했다. 이후 1958년 8월 소련 모스크바에서 열린 1958년 세계 선수권 대회에 참가하여 25m 속사권총에서 589점을 기록하면서 소련의 알렉산드르 크로포틴과 알렉산드르 자벨린의 뒤를 이어 동메달을 획득했다. 
1959년 8월에는 이탈리아 밀라노에서 열린 1959년 유럽 선수권 대회에 참가하였다. 그는 가브릴 마기아르, 페트레 모쿠차, 이온 트립샤와 함께 단체전에서 소련과 체코슬로바키아의 뒤를 이어 동메달을 획득했다. 이듬해인 1960년 9월에는 이탈리아 로마에서 열린 1960년 하계 올림픽 25m 속사권총 부문에서 585점을 기록하면서 5위에 올랐다. 이후 1963년 8월 스웨덴 스톡홀름에서 열린 1963년 유럽 선수권 대회에 참가하여 비르질 아타나시우, 미하이 두미트루, 트립샤와 함께 단체전에서 소련과 동독의 뒤를 이어 동메달을 획득했다.
1965년에 현역에서 은퇴했으며, 루마니아 국가대표 코치를 역임하여 선수들을 양성했다. 선수 시절과 지도자 시절에 쌓은 공로로 루마니아 공산 정부로부터 체육명인, 명예 체육지도자 칭호를 받았으며, 2급 노동훈장을 받았다.